# البطولات الفرنسية 1925 (كرة مضرب)
البطولات الفرنسية لعام 1925 (المعروفة الآن باسم دورة رولان غاروس) كانت أول بطولة تفتح أبوابها للاعبين غير فرنسيين 
اللاعبة سوزان لنغلين (Suzanne Lenglen) فازت بجميع البطولات التي دخلتها تلك العام; وهي فردي سيدات; زوجي سيدات وزوجي مختلط.

## الكبار

### فردي رجال
رينيه لاكوست هزم  جيان بوروترا، النتيجة:7-5, 6-1, 6-4

### فردي سيدات
سوزان لينغلن هزمت  كيتي ماككين، النتيجة:6-1, 6-2

### زوجي رجال
جيان بوروترا و رينيه لاكوست هزما  هنري كوهيت و جاكويز بروغنون، النتيجة:7-5, 4-6, 6-3, 2-6, 6-3

### زوجي سيدات
سوزان لينغلن و دايداي فاليستو هزمتا  إيفين كولاير و كيتي ماككين، النتيجة:6-1, 9-11, 6-2

### زوجي مختلط
سوزان لينغلن و جاكويز بروغنون هزما  جولي فاليستو و هنري كوهيت، النتيجة:6-2, 6-2